# 魏昭王
魏昭王（?—前277年），名魏遫，魏襄王之子。孟嘗君奔魏，魏昭王以為相，與諸侯共伐破齊。魏昭王十二年，燕昭王悉起燕國之兵，以樂毅為上將軍，直取齊國七十餘城。魏昭王的小兒子，公子魏無忌，是魏安王的異母的弟弟，也就是所謂戰國四公子中的信陵君，以養士出名。前277年，魏昭王薨，子安王立。

## 生平
魏襄王二十三年（前296年），其父魏襄王嗣逝世，繼任魏王，史稱魏昭王。
昭王元年（前295年），遭秦國國尉司馬錯攻擊襄城。
昭王二年（前294年），遭秦國在解城大敗邊防軍。
昭王三年（前293年），會合韓國將領公孫喜攻擊秦國，遭秦國新任統帥白起在伊闕重挫，聯軍被殺二十四萬人，五個城市被攻佔。
昭王六年（前290年），把河東四百華里領土割予秦國；將領芒卯以詐術聞名於世，開始受到各國重視。
昭王七年（前289年），遭秦國大良造白起、客卿司馬錯攻擊，軍抵軹邑，奪取大小六十一個城池。
昭王九年（前287年），遭秦國攻擊，連失新垣、曲陽。
昭王十年（前286年），遭秦國客卿司馬錯攻擊河內，割讓故都安邑求和，秦軍雖接收安邑，但將城內魏人全部驅逐；遭宋國擊敗，而後宋王偃遭齊軍攻陷國都前來投奔，死在溫邑（今河南省溫縣）；孟嘗君田文前來投奔，聘任宰相。
昭王十一年（前285年），遭齊國攻擊；燕昭王遣使協約，應允攻齊。
昭王十二年（前284年），會合燕、秦、韓、趙四國聯軍進攻齊國，在濟西會戰大敗齊軍，佔領齊屬故宋國領土；與秦昭襄王贏稷、韓王韓咎，在周都洛陽舉行高階層會議。
昭王十三年（前283年），遭秦國攻陷安城，軍抵大梁始行撤退；田文返回其封地薛國。
昭王十七年（前279年），與齊國出兵夾擊處於內亂狀態的薛國，薛國覆滅。
昭王十九年（前277年），逝世，其子魏圉繼位，是為安釐王。

## 家庭
- 高祖：魏文侯斯
- 曾祖：魏武侯擊
- 祖：魏惠王罃
- 父：魏襄王嗣
- 子：圉
- 子：信陵君无忌，魏安釐王的同父异母弟
- 女： 魏氏，趙平原君之夫人

## 影视形象

### 電視劇
| 年份 | 劇名               | 演員   |
| ---- | ------------------ | ------ |
| 2017 | 《大秦帝国之崛起》 | 武洪武 |

## 在位年與西曆對照表
| 前任： 父魏襄王 | 魏國君主 前295年—前277年 | 繼任： 子 |